# Platanosphaera ariadnae
Platanosphaera ariadnae is een pissebed uit de familie Armadillidiidae. De wetenschappelijke naam van de soort is voor het eerst geldig gepubliceerd in 1957 door Albert Vandel.